# Серогрудый пастушок
Серогрудый пастушок (лат. Lewinia striata) — вид птиц из семейства пастушковых (Rallidae).

## Внешний вид
Длина тела 25—30 см. Спинная сторона чёрная с белыми пестринами, верх головы и шеи красно-коричневый, горло и щёки белые, грудь серая, брюшко и подхвостье коричневые с белыми полосами. Глаза красные, клюв серый с розовым основанием, ноги зеленоватые. Самка окрашена более тускло.

## Ареал
Широко распространён в Южной и Юго-Восточной Азии: в Индии, Индокитае, южном Китае, на Тайване, на Филиппинах и в Индонезии.

## Образ жизни
Населяет болота, рисовые поля, мангровые леса. Хорошо летает, но держится в основном на земле. Питается листьями и семенами растений, насекомыми, моллюсками. Гнездится в густых зарослях недалеко от воды. В кладке 5—9 яиц, инкубация длится 19—22 дня. Насиживают и водят птенцов оба родителя.

## Классификация
Международный союз орнитологов выделяет 6 подвидов:
- Lewinia striata albiventer (Swainson, 1838)
- Lewinia striata gularis (Horsfield, 1821)
- Lewinia striata jouyi (Stejneger, 1887)
- Lewinia striata obscurior (Hume, 1874)
- Lewinia striata striata (Linnaeus, 1766)
- Lewinia striata taiwana (Yamashina, 1932)